# صموئيل بلات
صموئيل بلات هو سياسي كندي، ولد في 1812 في أرماه في المملكة المتحدة، وتوفي في 5 مايو 1887 في تورونتو في كندا. انتخب عضو مجلس العموم الكندي.